# Kaple Ecce homo (Karlovy Vary, 1897)
Kulturní památka kaple Ecce homo, též někdy uváděna jako kaple sv. Vavřince, pochází z roku 1897. Stojí ve svahu při ulici I. P. Pavlova v severní části města Karlovy Vary.

## Historie
Kaple byla postavena v roce 1897 na místě starší stavby z doby kolem roku 1800.
Byla prohlášena kulturní památkou, památkově chráněna je od 5. února 1964.

## Popis
Jde o jednoduchou cihlovou novoklasicistní stavbu bez oken, krytou plechovou sedlovou střechou. Půdorys má obdélný o šíři 3,39 metru a délce 2,42 metru. Vstupní průčelí s obdélným vchodem je zakončeno klasicizujícím trojúhelníkovým štítem s reliéfem věnce s křížem a ratolestmi. Štít sedí na architrávu neseném nárožními pilastry.
Na vstupu bývala uzamykatelná kovová stahovací roleta a po pravé straně malá vezděná železná schránka, určená pro příspěvky na údržbu kaple. V interiéru kaple byl v reliéfním zdobeném rámu umístěn obraz Ecce homo od malíře Wenzela Wirknera, rodáka z Karlových Varů.